# Економіка Дніпропетровської області
Економіка Дніпропетровської області — входить до складу Придніпровського економічного району, що розташований у Середньому Придніпров'ї. З півночі область межує з Північно-східним районом, на сході — з Донецьким, на заході — з Центральноукраїнським, на південному сході — з Запорізькою областю та Причорноморським економічним районом. Дніпропетровщина — є базовою для однієї з найбільших в Україні олігархічної фінансово-промислової групи «Приват», з якою прямо чи опосередковано афільовані сотні підприємств по всій Україні. Економіка Дніпропетровщини належить до одних з найбільш розвинутих у промисловому відношенні регіонів країни, проте також характеризується великою енергоємністю, що значно зменшує конкурентноздатність економіки регіону на міжнародних розвинутих ринках світу. Цінова конкурентоздатність продукції не рідко досягається за рахунок мінімізації фонду оплати праці, а не оновлення і оптимізації основних фондів.
На території області виділяють 3 міські агломерації: Дніпровська, Криворізька і Нікопольська.

## Зовнішньоекономічна діяльність
Зовнішньоторговий оборот області У 2010 році становив 14 млрд. 655 млн. 422 тис. дол. США (третій в Україні). Сальдо торгівлі товарами у 2010 році — позитивне, у торгівлі послугами — дефіцит. Загальне сальдо торгового балансу — позитивне у більшості років за останнє десятиліття. У 2010 році — 2 млрд. 105 млн дол. США.
За останні 15 років відбулись структурні зміни в зовнішньоекономічній діяльності — переорієнтація експорту економіки Дніпропетровщини з ринків СНД на більш ліквідні ринки країн Азії, Європи і навіть Африки. Експорт у країни СНД у 1996 році становив 53 %, у 2008—2010 р.р. — 29-32 %.

### Прямі іноземні інвестиції

Географічна структура прямих іноземних інвестицій у Дніпропетровську область

За обсягами залучених прямих іноземних інвестицій область упевнено посідає 1 місце серед областей України. Станом на 31.12.2020 обсяг прямих іноземних інвестицій, залучених в економіку області, склав 4722,1 млн дол. США. На одного мешканця області обсяг іноземних інвестицій становив 1504,4 дол. США, що у 1,7 раза більше показника по Україні (886,7 дол. США). В економіку області прямі інвестиції залучено з 61 країни світу. Найбільші обсяги прямих інвестицій надійшли з Кіпру — 42,6 %, Нідерландів — 36,5 %, Німеччини — 12,4 %.
Більше половини іноземних інвестицій вкладено у промисловість (72,1 %), також суттєві обсяги іноземного капіталу зосереджено у сфері оптової та роздрібної торгівлі (14,3 %), операцій з нерухомим майном (7,3 %); транспорту, складського господарства, пошти та кур'єрської діяльності (3,2 %); професійної, наукової та технічної діяльності (2,5 %); діяльності у сфері допоміжного та адміністративного обслуговування (0,9 %) та в інші галузі.

### Експорт

Географічна структура експорту Дніпропетровської області (товари)

Дніпропетровська область експортує товари і послуги у більше ніж 100 країн світу. Найбільший обсяг експортної виручки сягнув у 2008 році — 13 млрд. 163 млн. дол. США. У 2009 році, внаслідок світової фінансової кризи обсяги експорту упали у 2,53 рази у фактичних цінах, в натуральних величинах падіння експорту менш значне — до 30 % залежно від галузі. У 2010 відбулось поступове відновлення експортної зовнішньоекономічної діяльності. Ліквідність та ціни на продукцію ГМК на світових ринках сприятливі і в першому кварталі 2011 року. Найбільші експортери області, як то Криворіжсталь — наростили експортну виручку на 10-20 % порівняно з першим кварталом 2010 року.
В товарній структурі експорту області домінує продукція ГМК — майже 80 % у 2010 році. З продукції ГМК, що йде на експорт це чорні метали та вироби з них. Залізна руда. В експорті послуг, які у 2010 році становили 358 млн дол. США, найбільшу частку займає експорт послуг, пов'язаних з фінансовою діяльністю — майже 75 %.

### Імпорт
Дніпропетровська область також є однією з лідируючих за імпортом в Україні. Найбільше область імпортує сировину: нафту, та продукти її переробки, руди. Також у великих обсягах імпортується продукція машинобудування, фармацевтика.
В географічній структурі імпорту домінують економіки країн СНД та ЄС. Найбільше сировини імпортується з Росії, продукції машинобудування — з країн ЄС.

## Промисловість

Структура промисловості Дніпропетровщини

В промисловості області домінують — добувна та переробна промисловість. Добре розвинена харчова, хімічна галузі.
Регіон багатий різноманітними корисними копалинами: серед них родовище залізних руд, Нікопольський марганцеворудний басейн, також є потужні родовища і поклади титанових і уранових руд, бокситів, нікелю і кобальту, виявлено запаси будівельного каменю.
Паливно-енергетичні ресурси представлені запасами кам'яного вугілля Донбасу і бурого вугілля Дніпровського басейну, родовищами нафти і природного газу. За ПМР, та електроенергією область є дефіцитною.
Основними галузями спеціалізації в добувній та переробній промисловості — чорна металургія, яка має повний цикл виробництва — видобуток сировини, палива і виробництво металу. Більшість руд видобувається в Криворізькому басейні та Білозерському районі.
Гірничо-збагачувальні комбінати діють у Криворізькому басейні. найбільші металургійні підприємства зосереджені в Кривому Розі, Дніпрі, Кам'янському. Основні фонди металургійних комбінатів Дніпра і Кам'янського значно зношені. У поєднанні з чорною металургією також розвивається коксохімічна промисловість, «коксохіми» розташовані біля металургійних комбінатів. Серед підприємств чорної металургії виділяють перш за все
- Північний гірничо-збагачувальний комбінат (м. Кривий Ріг), що є найбільшим в Україні виробником окатишів;
- Південний гірничо-збагачувальний комбінат (м. Кривий Ріг);
- ВАТ «Марганецький гірничо-збагачувальний комбінат»;
- «АрселорМіттал Кривий Ріг», гірничо-металургійний комбінат;
- ВАТ «Нижньодніпровський трубопрокатний завод» — найбільший в південно-східній частині Європи виробник сталевих труб великого діаметра;
- ВАТ «Дніпровський металургійний завод ім. Комінтерну».

В Дніпропетровській області добре розвинена машинобудівна галузь, здебільшого важке і метало-містке машинобудування, верстатобудування, приладобудування, автомобілебудування. Підприємства машинобудування працюють як у великих, так й у середніх і малих містах. Головними центрами машинобудування є: Дніпро — тут зосереджено виробництво металургійного і гірничошахтного устаткування, транспортне машинобудування, металоконструкції, космічне машинобудування («Південмаш»). Кривий Ріг — гірничошахтне устаткування; та Бердянськ- електротехнічне і дорожньо-будівельне устаткування.
Діють в області також підприємства хімічної промисловості. З підприємств хімічної промисловості варто виділити найбільший в Європі шинний завод в Дніпрі, ВАТ «Дніпроазот» у м. Кам'янське (синтетичний аміак, мінеральні добрива), Дніпропетровський лакофарбовий завод, Павлоградський хімічний завод(вибухові речовини), лаки фарби (Кривий Ріг) та інші.
Будівельна промисловість включає виробництво будівельного каменю, залізобетонних конструкцій, цементу, гіпсу, облицювальних матеріалів.
Підприємства харчової промисловості розміщені по всій території області. Профілюючими галузями є масло-переробна, м'ясна, молочна, цукрова, борошномельно-круп'яна, хлібопекарська та кондитерська.

### Будівництво
В області щороку вводиться 170—559 тис. квадратних метрів житла загальної площі. Біля половини житлового будівництва будується індивідуальними забудовниками. За 2010 рік підприємствами Дніпропетровської області виконано будівельних робіт на загальну суму 3023,5 млн грн., що на 36 % більше аналогічного періоду 2009 року. За останні 3 роки в області виконано будівельних робіт на суму майже 9 млрд грн. В галузі будівельні роботи виконують 34 діючих підприємства («Комфортбуд», «Ізобуд», «Граніт» та інші). Зводиться житло й філіями (або афільованими підприємствами) загальнонаціональних забудовників, такими як Київміськбуд. У індивідуальній забудові домінує житлове будівництво.
У поєднанні з будівництвом розвиваються суміжні галузі: цементна, виробництво цегли і інших будматеріалів.

## Сільське господарство
У Дніпропетровській області сприятливі умови для розвитку сільського господарства. Найрозвиненішою галуззю є рослинництво, яке в основному спеціалізується на виробництві зернових (перш за все пшениці), соняшнику, цукрового буряка, кукурудзи. У сільській місцевості та навколо великих міст розвинене приміське господарство.
Китай орендує 100 тисяч га на 50 років.

### Рослинництво
Макроекономічну ситуацію у рослинництві за останні 15 років, можна охарактеризувати як складну з тенденцією до покращення у останні роки. За рахунок покращення кон'юнктури на світових товарних ринках. Рентабельність виробництва у рослинництві за останні 15 років в більшості літ і за більшістю культур — позитивна. Як наслідок є інвестори та інвестиції у великотоварне виробництво. За останні 15 років великотоварне виробництво зернових та зернобобових зросло на 35 %, насіння соняшнику — у 2,2 рази. Виробництво картоплі зросло на 9 %. Овочів та плодів і ягід залишилась майже на одному рівні. Значне падіння спостерігається лише у виробництві цукрового буряка — у 24 рази. Причина вітчизняний цукровий буряк не може без дотування держави на рівних конкурувати з імпортною цукровою тростиною. Вивільнені площі заміщаються іншими культурами — у першу чергу високорентабельними соняшником та ріпаком, зерновими.
Урожайність зернових та зернобобових, насіння соняшнику, картоплі на Дніпропетровщині не висока. І поступається урожайності сусідніх Черкаської, Херсонської, та Полтавської областям.
Облік дрібнотоварного виробництва продукції рослинництва у присадибних господарствах не ведеться.
| Рік  | Зернові та зернобобові (тис.ц.) | Насіння соняшника (тис.ц.) | Буряк цукровий (тис.ц.) | Картопля (тис.ц.) | М'ясо всіх видів (тис. т) | Молоко (тис. т) | Яйця (млн шт.) | Вовна (т) |
| ---- | ------------------------------- | -------------------------- | ----------------------- | ----------------- | ------------------------- | --------------- | -------------- | --------- |
| 1995 | 20431,5                         | 3904,4                     | 7634,5                  | 3978,3            | 123,0                     | 922,1           | 590,9          | 646       |
| 1996 | 15219,4                         | 2813,6                     | 5105,1                  | 4096,4            | 106,5                     | 788,5           | 527,9          | 349       |
| 1997 | 24450,0                         | 2959,1                     | 3030,1                  | 5577,3            | 93,3                      | 619,6           | 461,9          | 169       |
| 1998 | 17416,9                         | 3396,4                     | 2547,3                  | 3519,2            | 96,4                      | 609,7           | 429,9          | 98        |
| 1999 | 15410,3                         | 3633,6                     | 2867,7                  | 3674,0            | 81,3                      | 594,1           | 398,6          | 76        |
| 2000 | 15713,6                         | 4517,7                     | 2701,8                  | 6832,3            | 85,1                      | 522,4           | 436,9          | 45        |
| 2001 | 32724,2                         | 3336,4                     | 4672,4                  | 5302,9            | 69,4                      | 527,6           | 603,2          | 38        |
| 2002 | 29794,3                         | 4910,5                     | 3829,1                  | 3892,5            | 79,8                      | 558,3           | 714,7          | 38        |
| 2003 | 12786,9                         | 6093,3                     | 3264,0                  | 5947,7            | 96,9                      | 508,0           | 686,3          | 37        |
| 2004 | 30567,9                         | 3587,7                     | 4369,1                  | 6742,0            | 93,9                      | 492,6           | 738,4          | 35        |
| 2005 | 29083,9                         | 6129,2                     | 3586,3                  | 5835,3            | 118,4                     | 494,0           | 881,3          | 30        |
| 2006 | 26352,7                         | 7651,3                     | 5851,9                  | 5814,9            | 137,1                     | 474,3           | 974,9          | 36        |
| 2007 | 16718,5                         | 6176,5                     | 1557,9                  | 3788,9            | 159,3                     | 415,7           | 879,7          | 39        |
| 2008 | 36938,7                         | 8514,4                     | 430,6                   | 5701,1            | 184,8                     | 381,4           | 904,1          | 53        |
| 2009 | 28172,3                         | 8284,6                     | 385,6                   | 4503,2            | 197,0                     | 359,2           | 955,6          | 66        |
| 2010 | 27086,1                         | 8555,1                     | 325,4                   | 4340,1            | -                         | —               | —              | -         |

### Тваринництво
У тваринництві переважають молочно-м'ясна галузь, свинарство, птахівництво. Ситуацію у великотоварному тваринництві можна охарактеризувати як депресивну. Протягом останніх 15 років поголів'я великої рогатої худоби (ВРХ) зменшилось у 8,2 рази, до 139,6 тис. голів. Поголів'я свиней зменшилось майже у 2 рази, вівці у 3,8 рази. Єдина підгалузь де зберігається ріст — птахівництво. В області діють великотоварні птахофабрики агрохолдингів («Авангард» та ін). За останні 15 років виробництво яєць зросло майже у 2 рази.
Попри зменшення поголів'я ВРХ в області за останні 15 років зросло виробництва м'яса. Причина: зміна у структурі — м'ясо ВРХ заміняється м'ясом птаха, завозом м'яса з інших областей та країн, дрібнотоварним виробництвом присадибних господарств, облік худоби у яких майже не ведеться.
Середні ціни реалізації сільськогосподарськими великотоварними підприємствами продукції сільського господарства за останні 15 років зросли у 8-15 разів. Значно зросли і витрати. Рентабельність виробництва у тваринництві у більшості років від'ємна, що вкрай негативно впливає на великотоварне тваринництво.